# Kazada
Kazada je ime za bratstvo iz Perasta. U Perastu je dvanaest bratstava (kazada):
Na ovih prvobitnih dvanaest bratstava počivalo je unutarnje ustrojstvo društva u Perastu. U kazade su poslije primane, odnosno afilirane nove pučanske porodice. Po primanju su dobivale pravo da kreirati svoj grb koji je po pravilu zadržavao simbol kazade u dnu štita.
Dvanaest peraških kazada su:
1. Studeni. Afilirani su: Matošević, Ćirković i Kosović.
2. Dentali (Zubaci).[3] Afilirani su: Visković,[4] Balović i Andrićević.
3. Vukašević. Afilirani su: Rabazin, Kucolović, Vidović, Vulović i Agustinović.
4. Rajković. Afilirani su: Baćević, Lorićević, Martinović, Andrićević, Lalović i Kosović.
5. Šilopi. Afilirani su: Bronza, Zambela i Cigović.
6. Šestokril(ov)ić.[3] Afilirani su: Marinović, Krušala, Buća, Kolović i Ferara.
7. Bratica. Afilirani su: Kršanac. 1797. Toma iz obitelji Krilović agregiran je u ovo skoro izumrlo bratstvo.[5]
8. Stoišić (Stojšić). Afilirani su: Palavicini i Burović te Bujović.[6]
9. Smilo(j)ević.[3] Afilirani su: Mazarović, Šestanović i Rusković.
10. Čizmai. Afilirani su: Martinović, Rašković, Grubaš i Smekja.
11. Perojević. Afilirani su: Zmajević, Štukanović, Petrović, Kolović, Vukićević, Stijepović, Bane[2] i Čorko.[7]
12. Mioković. Afilirani su: Banić i Batalušić.

Broj kazadama pridruženih članova iz pojedinih obitelji bio je promjenjiv. Ni sami članovi nisu bili stalni nego su se mijenjali. Svaka je kazada davala po jednog barjaktara, ukupno dvanaest barjaktara. Nosači barjaka su u svezi s time što je Perast nosio naslov čuvara ratne zastave Republike Svetog Marka.
Po kazadama se zove nagrada publike koju se dodjeluje na međunarodnom festivalu klapa u Perastu.